# ورباتیم
ورباتیم (انگلیسی: Verbatim) شرکت سخت‌افزار آمریکایی است، که در سال ۱۹۷۸ تأسیس شد.